# Robinson Faria
Robinson Mesquita de Faria (Natal, 12 de abril de 1959) é um advogado e político brasileiro, atualmente filiado ao Progressistas (PP). Foi o 55.º governador do Rio Grande do Norte entre 2015 e 2019, 28.º vice-governador de 2011 a 2015, além de deputado estadual e presidente da Assembleia Legislativa potiguar. Atualmente, é deputado federal.

## Biografia
Filho de Osmundo Faria e Jane Mesquita. É graduado em Direito pela Universidade Federal do Rio Grande do Norte.
Foi casado com Nina Salustino com quem teve três filhos, dentre eles o deputado federal Fábio Faria. Casou-se novamente com a advogada Julianne Faria e teve mais três filhos.

## Carreira política

### Deputado estadual
Robinson disputou um cargo eletivo pela primeira vez em 1986, elegendo-se deputado estadual no Rio Grande do Norte, sendo então, o deputado mais jovem da Assembleia Legislativa, na época com 27 anos. Foi reeleito seis vezes, ocupando os cargos de Presidente da Comissão de Constituição e Justiça, por duas vezes, Primeiro Secretário, Vice-Presidente e Presidente da Assembleia Legislativa por quatro biênios (2003 a 2010). Na sua gestão, em 8 de outubro de 2003 foi criada a TV Assembleia, primeira TV legislativa do Norte-Nordeste do Brasil.

### Vice-governador do Rio Grande do Norte
Nas eleições de 2010, elegeu-se vice-governador potiguar, na chapa encabeçada por Rosalba Ciarlini.
Em 2010 acumulou o cargo de vice-governador e titular da Secretaria de Estado do Meio Ambiente e dos Recursos Hídricos durante dez meses, quando ao fim da gestão anunciou a ida ao bloco de Oposição ao Governo de Rosalba Ciarlini do qual foi vice-governador, e que encerrou o mandato com  uma aprovação de apenas 7%, a menor do Brasil.

### Governador do Rio Grande do Norte
Nas eleições estaduais no Rio Grande do Norte em 2014, elegeu-se governador potiguar, derrotando Henrique Eduardo Alves no segundo turno com 54,42% dos votos, contra 45,58% do adversário.

Na sua posse Robinson prometeu diálogo e união: 
| “ | Vamos fazer um governo de transformação, que desenvolva oportunidade de emprego e crescimento aos potiguares e que devolva a eficiência aos serviços públicos. Um governo de diálogo, de aproximação com a população. | ” |

#### Recorde de violência no estado
Em 2016, o estado do Rio Grande do Norte foi o segundo mais letal do país (atrás apenas de Sergipe), com 1.955 mortes, equivalente a 57 para cada 100 mil habitantes. Em 2017, registrou um novo recorde: 2.408 assassinatos, com média de 68.7, a mais alta da história do estado.

#### Intervenção Militar Federal
Em agosto de 2016, foram enviadas tropas federais para conter a crescente violência no estado, quando ocorreram ataques a ônibus e a prédios públicos.
Em janeiro de 2017, novo envio de forças militares federais para conter protestos em presídios.
No fim de 2017 chegaram a ocorrer 75 mortes no intervalo de apenas 15 dias, o que provocou pela 3ª vez, em menos de 2 anos, o envio de tropas militares federais para conter a violência no Estado.
Houve ainda 22 dias de greve da Polícia Militar por extensos atrasos no pagamento dos salários.

#### Rompimento do vice-governador
Em março de 2018 o então vice-governador Fábio Dantas anunciou rompimento com o governador Robinson, filiando-se ao PSB e anunciando pré-candidatura a sucessão do governo estadual. Fábio anunciou que permaneceria até o fim do mandato como vice.
O PSB optou por apoiar a candidatura de Robinson em 2018, que escolheu como candidato a vice o administrador Tião Couto do PSDB.

#### Candidatura a reeleição em 2018
Nas eleições de 2018, Robinson Faria candidatou-se a reeleição pelo PSD na coligação 'Trabalho e Superação', composta por PRB, PTB, PPS, PMB, PTC, PSB, PRP, PSDB, PSD, AVANTE e PROS. Em meio a crises de segurança pública e atrasos nos pagamentos dos servidores públicos, sofreu duras críticas durante a eleição embaladas pela reprovação do governo que, segundo o IBOPE, atingiu 57% em setembro, provocando desgaste de sua imagem. Foi derrotado ainda no primeiro turno, obtendo 192.037 votos válidos (11,85%), ficando em terceiro lugar atrás do ex-prefeito de Natal Carlos Eduardo Alves (PDT) e da senadora Fátima Bezerra (PT), que se classificaram para o segundo turno. O governador derrotado declarou neutralidade na disputa de segundo turno para o governo do estado; já na disputa presidencial declarou, desde o primeiro turno, apoio ao deputado federal Jair Bolsonaro.

## Histórico eleitoral
| Ano  | Eleição                         | Partido | Candidato a                                     | Votos              | %           | Resultado             | Ref    |
| ---- | ------------------------------- | ------- | ----------------------------------------------- | ------------------ | ----------- | --------------------- | ------ |
| 1986 | Estadual do Rio Grande do Norte | PMDB    | Deputado Estadual                               | 19.490             | 2,10%       | Eleito                | [ 4 ]  |
| 1990 | Estadual do Rio Grande do Norte | PMDB    | Deputado Estadual                               | 18.942             | 2,00%       | Eleito                | [ 4 ]  |
| 1994 | Estadual do Rio Grande do Norte | PFL     | Deputado Estadual                               | 23.349             | 2,89%       | Eleito                | [ 5 ]  |
| 1998 | Estadual do Rio Grande do Norte | PFL     | Deputado Estadual                               | 27.645             | 2,46%       | Eleito                | [ 6 ]  |
| 2002 | Estadual do Rio Grande do Norte | PFL     | Deputado Estadual                               | 44.879             | 3,07%       | Eleito                | [ 7 ]  |
| 2006 | Estadual do Rio Grande do Norte | PMN     | Deputado Estadual                               | 70.782             | 4,30%       | Eleito                | [ 8 ]  |
| 2010 | Estadual do Rio Grande do Norte | PMN     | Vice-Governador Titular: Rosalba Ciarlini (DEM) | 813.813            | 52,46% (1º) | Eleito                | [ 9 ]  |
| 2014 | Estadual do Rio Grande do Norte | PSD     | Governador                                      | 623.614 (1º Turno) | 42,04% (2º) | Eleito                | [ 10 ] |
| 2014 | Estadual do Rio Grande do Norte | PSD     | Governador                                      | 877.268 (2º Turno) | 54,42% (1º) |                       | [ 10 ] |
| 2018 | Estadual do Rio Grande do Norte | PSD     | Governador                                      | 192.037            | 11,85%      | Não-Eleito (3º Lugar) | [ 11 ] |
| 2022 | Estadual do Rio Grande do Norte | PL      | Deputado Federal                                | 97.319             | 5,20%       | Eleito                | [ 12 ] |